# Mirošov (Rokycanyi járás)
Mirošov település Csehországban, Rokycanyi járásban. Mirošov Veselá, Příkosice, Kakejcov, Štítov, Kamenný Újezd, Nevid, Skořice, Hrádek és Dobřív településekkel határos. Lakosainak száma 2245 fő (2024. január 1.).

## Népesség
A település lakosságának változását az alábbi diagram mutatja:
| Lakosok száma | 1626 | 1957 | 1729 | 1875 | 2218 | 2343 | 2210 | 2263 | 2433 | 2245 |
|               | 1869 | 1900 | 1921 | 1961 | 1980 | 2011 | 2016 | 2019 | 2021 | 2024 |